# Michael Boris
Michael Boris (født 3. juni 1975) er en tysk professionel fodboldtræner og tidligere målmand. Han er den nuværende træner for SønderjyskE i den danske Superliga.

## Spillerkarriere
I sin aktive spillerkarriere, gjorde han sig som målmand i de lavere tyske rækker i klubberne Wattenscheid II, Hessen Kassel, VfB Speldorf og Kickers Emden.

## Trænerkarriere
Trænerkarrieren startede i Kickers Emden i 2004, hvor Boris var assistenttræner i tre år.  Efter flere trænerejobs i de lavere tyske rækker, blev han træner for tyske Uerdingen, hvor han i 19 kampe, vandt 11 af dem.
I august 2016 blev han præsenteret som ny træner for Ungarns U19-landshold. Hans første kamp, var imod Sloveniens U19-landshold, som han og holdet vand 1-0. Den første officielle kamp, var mod Liechtensteins U21-landshold i en kvalifikationskamp til U21-EM. Han arbejdede for det ungarske fodboldforbund i to et halvt år, inden han i januar 2019 blev assistenttræner for Tokyo Verdy i Japans næstbedste række. Den 30. maj 2019, vendte han tilbage til Ungarn som cheftræner for det ungarske hold MTK Budapest FC.
Den 19. juni 2021 blev han præsenteret som ny cheftræner i SønderjyskE, som afløser for Glen Riddersholm. Kontrakten løber i 2 år. 